# Zaur al-Ka’ada
Zaur al-Ka’ada (arab. زور القعادة) – miejscowość w Syrii, w muhafazie Hama. W 2004 roku liczyła 2064 mieszkańców.